# Кононен, Валентин
Валентин Кононен (фин. Valentin Kononen, род. 7 марта 1969 года в Хельсинки) — финский легкоатлет, чемпион мира по спортивной ходьбе на 50 километров. Является одним из лучших представителей Финляндии в своей дисциплине.
Кроме высшей ступени пьедестала чемпионата мира в Гётеборге, в копилке Кононена есть серебряные медали чемпионата мира в Штутгарте 1993 года и чемпионата Европы в Будапеште 1998 года.

## Лучшие результаты на дистанции 50 км.
- 3.39.34 (1) Дудинце, 26 марта 2000 г.
- 3.41.09 (3) Подебрады, 20 апреля 1997 г.
- 3.42.02 (2) Штутгарт, 21 августа 1993 г.
- 3.42.50 (3) Пекин, 30 апреля 1995 г.
- 3.43.42 (1) Гётеборг, 11 августа 1995 г.
- 3.44.28 (2) Будапешт, 21 августа 1998 г.
- 3.45.19 (2) Наумбург, 28 апреля 1996 г.
- 3.47.14 (7) Хельсинки, 13 августа 1994 г. (Чемпионат Европы)
- 3.47.40 (7) Атланта, 2 августа 1996 г. (Олимпийские игры)
- 3.48.50 (9) Дудинце, 25 апреля 1998 г.

## Достижения
| представляет Финляндия | представляет Финляндия          | представляет Финляндия | представляет Финляндия | представляет Финляндия | представляет Финляндия |
| ---------------------- | ------------------------------- | ---------------------- | ---------------------- | ---------------------- | ---------------------- |
| 1990                   | Чемпионат Европы                | Сплит                  | 6-й                    | 50 км                  | 4:03:07                |
| 1992                   | Олимпийские игры                | Барселона              | 7-й                    | 50 км                  | 3:57:21                |
| 1993                   | Кубок мира по спортивной ходьбе | Монтеррей              | 6-й                    | 50 km                  | 3:57:28                |
| 1994                   | Чемпионат Европы                | Хельсинки              | 7-й                    | 50 км                  | 3:47:14                |
| 1995                   | Кубок мира по спортивной ходьбе | Пекин                  | 3-й                    | 50 км                  | 3:42:50                |
| 2000                   | Олимпийские игры                | Сидней                 | —                      | 50 км                  | Дисквалифицирован      |